# أردون
أردون (بالروسية: Ардон) هي إحدى مدن روسيا في الكيان الفدرالي الروسي أوسيتيا الشمالية - ألانيا.